# Nyceryx continua
Nyceryx continua är en fjärilsart som beskrevs av Walker 1856. Nyceryx continua ingår i släktet Nyceryx och familjen svärmare. Inga underarter finns listade i Catalogue of Life.